# Polydesmus hoffmanni
Polydesmus hoffmanni är en mångfotingart som beskrevs av Peters 1864. Polydesmus hoffmanni ingår i släktet Polydesmus och familjen plattdubbelfotingar. Inga underarter finns listade i Catalogue of Life.